# Unterseeboot type UE I
Le Unterseeboot type UE I est une classe de sous-marins océaniques (Unterseeboot) mouilleur de mines construite en Allemagne pour la Kaiserliche Marine pendant la Première Guerre mondiale.

## Conception
Ces U-Boote étaient manœuvrés par 4 officiers et 28 membres d'équipage. 
| Bateaux     | Nombre | Chantier naval            | N° fabrique | Construction |
| ----------- | ------ | ------------------------- | ----------- | ------------ |
| U-71 à U-72 | 2      | AG Vulcan, Hambourg       | 55 et 56    | 1915         |
| U-73 à U-74 | 2      | Kaiserliche Werft, Danzig | 29 et 30    | 1914 - 1915  |
| U-75 à U-80 | 6      | AG Vulcan, Hambourg       | 57 à 62     | 1915 - 1916  |

## Liste des sous-marins type UE I
Un total de 10 sous-marins de type UE I ont été construits.

### Kaiserliche Marine(marine impériale allemande)
- U-71, se rend en 1919, démoli
- U-72,  sabordé le 1er novembre 1918 à Cattaro
- U-73, sabordé le 30 octobre 1918 à Pula
- U-74, coulé le 27 mai 1916 dans la mer du Nord
- U-75, coulé par mine le 13 décembre 1917 dans la mer Noire
- U-76, coulé le 27 janvier 1917 dans l'Océan Arctique
- U-77, perdu après le 5 juillet 1916 dans la Mer du Nord
- U-78, coulé le 28 octobre 1918 dans la Mer du Nord
- U-79, se rend en novembre 1918, et devient le sous-marin français Victor Réveille, mis au rebut en 1935
- U-80, se rend en janvier 1919, mis au rebut

### Sources
- (en) Cet article est partiellement ou en totalité issu de l’article de Wikipédia en anglais intitulé « German Type UE I submarine » (voir la liste des auteurs).